# Comuna Starîci, Iavoriv
Starîci (în ucraineană Старичі) este o comună în raionul Iavoriv, regiunea Liov, Ucraina, formată din satele Starîci (reședința) și Volea-Starîțka.

## Demografie
Componența lingvistică a comunei Starîci
     Ucraineană (96,05%)
     Rusă (3,73%)
Conform recensământului din 2001, majoritatea populației comunei Starîci era vorbitoare de ucraineană (96,05%), existând în minoritate și vorbitori de rusă (3,73%).